# Teixeiranthus
Teixeiranthus es un género de fanerógamas perteneciente a la familia de las asteráceas. Comprende 9 especies descritas y de estas, solo 5 aceptadas. Es originario de Sudamérica.

## Taxonomía
El género fue descrito por R.M.King & H.Rob. y publicado en Phytologia 47: 108. 1980.

## Especies aceptadas
A continuación se brinda un listado de las especies del género Teixeiranthus aceptadas hasta junio de 2012, ordenadas alfabéticamente. Para cada una se indica el nombre binomial seguido del autor, abreviado según las convenciones y usos.
- Teixeiranthus foliosus (Gardner) R.M.King & H.Rob.
- Teixeiranthus pohlii (Sch.Bip. ex Baker) R.M.King & H.Rob.